# Šemša
Šemša (ungarisch Semse) ist eine Gemeinde im Osten der Slowakei mit 1020 Einwohnern (Stand 31. Dezember 2024). Sie liegt im Okres Košice-okolie, einem Teil des Košický kraj.

## Geografie
Šemša liegt etwa zehn Kilometer westlich von Košice am Südfuß eines weit nach Osten ausgreifenden Ausläufers des Slowakischen Erzgebirges. Die bergige Nordhälfte des 17,17 km² umfassenden Gemeindegebietes ist bewaldet, hier liegt der 448 m hohe Dlhá chrasť; der höchste Punkt in der Gemeinde wird im äußersten Nordwesten mit knapp 600 m über dem Meer erreicht. Die von sanften Hügeln geprägte Südhälfte mit tertiären Sedimenten wird hauptsächlich landwirtschaftlich genutzt. Im Nordosten entspringt der Šemšiansky potok, ein ca. 30 Kilometer langer Nebenfluss der Ida, deren Tal sich tief in den aus Schiefer und Kalkstein bestehenden Untergrund eingegraben hat.
Nachbargemeinden von Šemša sind Bukovec im Norden, Malá Ida im Osten, der Košicer Stadtteil Šaca im Südosten, Veľká Ida im Süden, Panovce im Südwesten, Hodkovce im Westen sowie Hýľov im Nordwesten.

## Geschichte

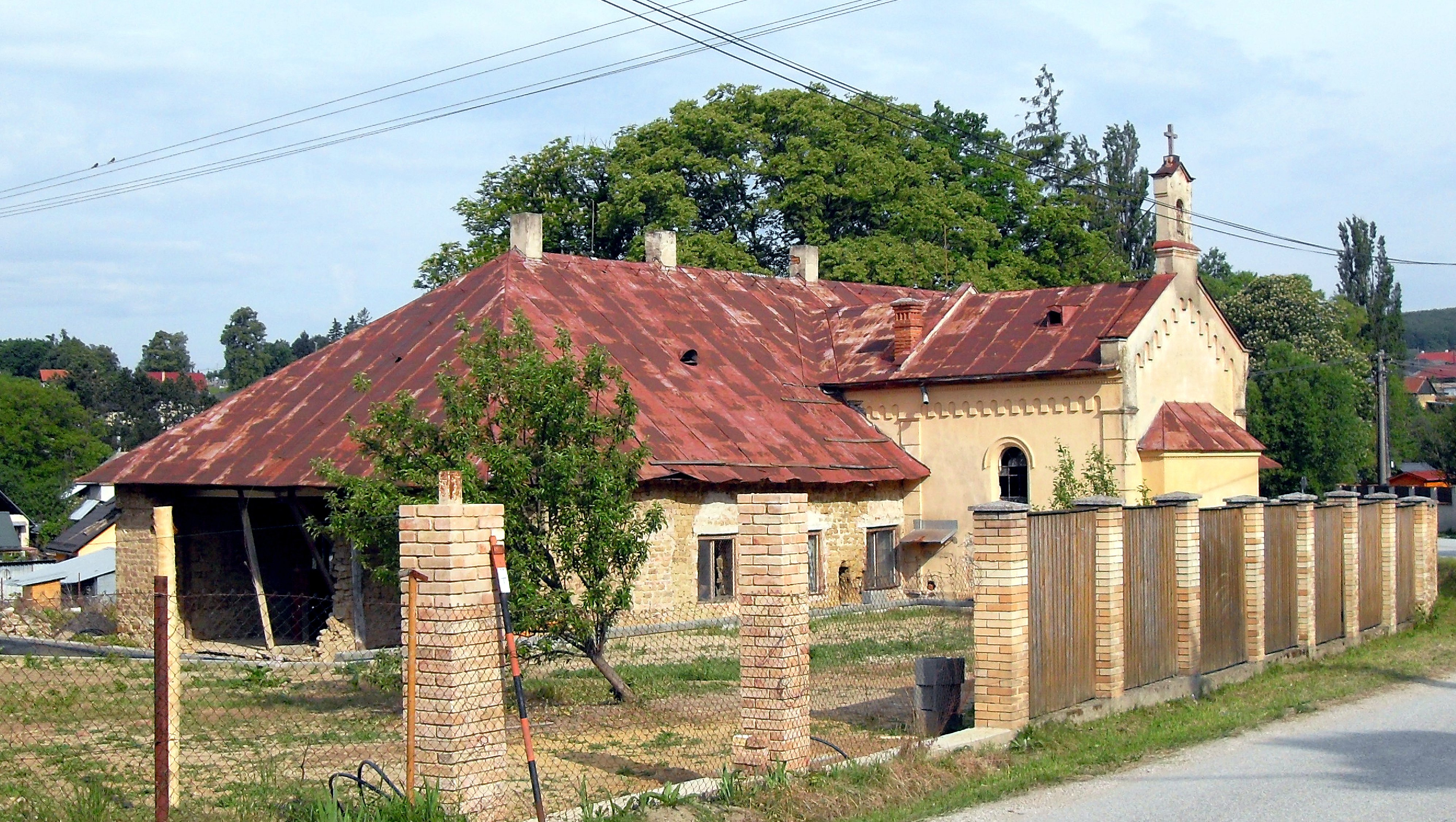
Herrenhaus derer von Šemša mit Schlosskapelle

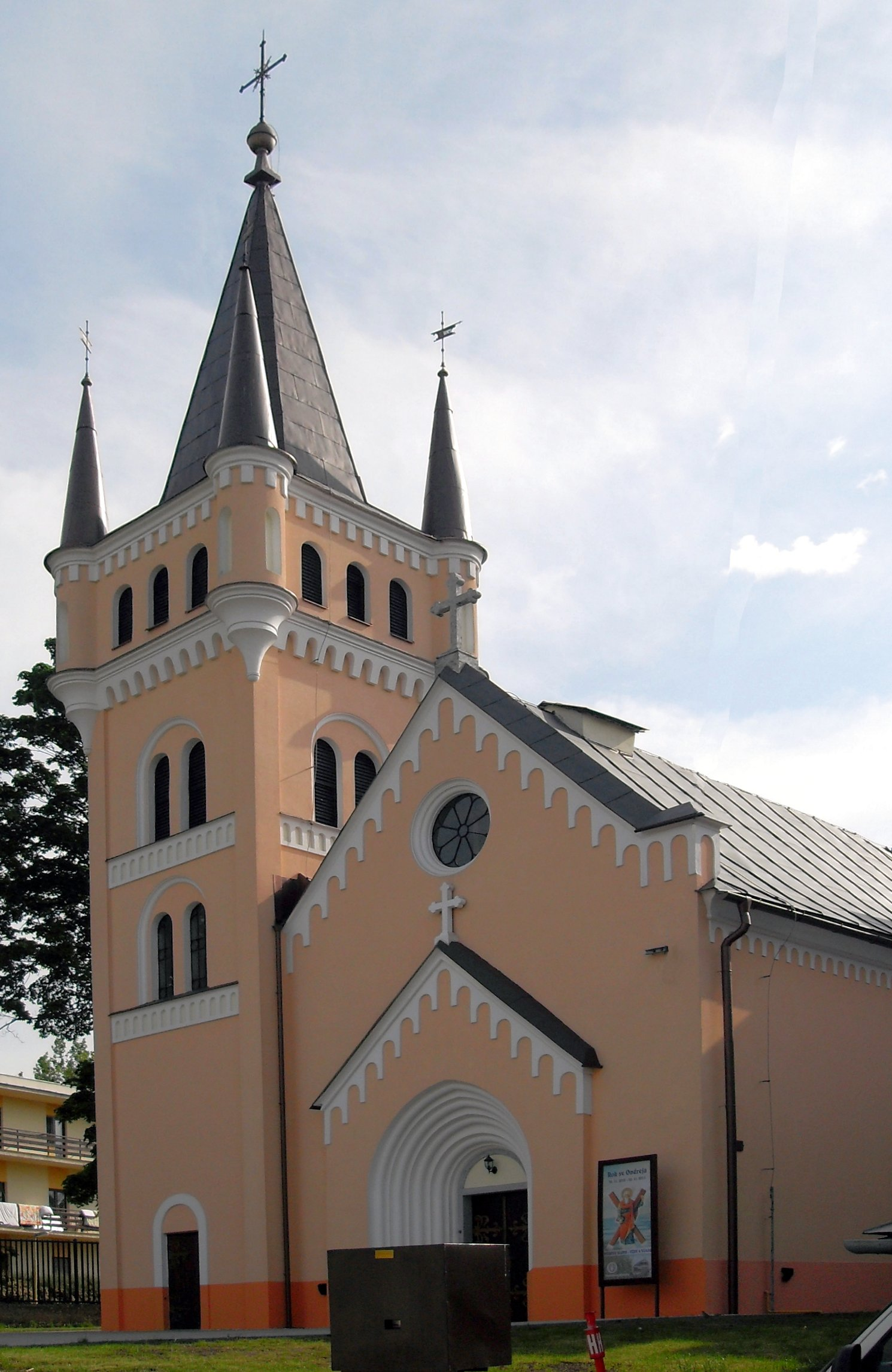
St.-Andreas-Kirche

Das Gebiet um das heutige Šemša gehörte während der Herrschaft des Königs Bela IV. einer Familie, die den König beim Kampf gegen die Tataren unterstützte. Im Jahr 1280 wurde das Dorf erstmals urkundlich als Scemse erwähnt.
1315 kaufte der Sohn eines Zipser Kaplans namens Thomas das Dorf. Er begründete eine lokale Dynastie, die sich zo Šemše (von Šemša) nannte. Eine St.-Andreas-Kirche im Dorf wurde bereits 1332 genannt. Diese soll in der Mitte des 14. Jahrhunderts zerstört worden sein. Zu Beginn des 15. Jahrhunderts entstand das Schloss bzw. Herrenhaus, das in den nachfolgenden Jahrhunderten weiter ausgebaut wurde.
Der Name des Dorfes entwickelte sich von Scemse (1280) über Sempse (1310), Semcha (1317), Zempse (1324), Scempse (1427), Semsza (1773), Ssemsza (1808) und Semcha (1823) bis zum seit 1903 gültigen  Šemša.
Vor der Aufhebung der Leibeigenschaft 1828 lebten in Šemša 28 Familien, wenige Jahre später zählte man 80 Häuser und 546 Einwohner.
An der Wende vom 17. zum 18. Jahrhundert wurde das Schloss in barockem Stil überbaut; in der ersten Hälfte des 19. Jahrhunderts nahm es klassizistische Formen an. Zur gleichen Zeit entstand eine Schlosskapelle in gotischem Stil.
Seit 1784 besteht das Siegel der Gemeinde, aufbauend auf dem seit 1401 überlieferten Wappen.
1830 entstand ein neues Schulgebäude im Dorf. In den Jahren 1854 und 1855 wurde die Kirche restauriert und erweitert. Von 1901 bis 1903 dauerte der Bau der Straße von Košice über Šemša nach Jasov.
Nach dem Ersten Wiener Schiedsspruch gehörte auch Šemša von 1938 bis 1945 zum ungarischen Komitat Abaúj.
1943 starb der letzte Besitzer des Schlosses, das am Ende des Zweiten Weltkrieges wie auch das Dorf  teilweise beschädigt wurde.

## Bevölkerung
| Jahr                | 1994 | 2004    | 2014    | 2024     |
| ------------------- | ---- | ------- | ------- | -------- |
| Anzahl der Personen | 803  | 730     | 786     | 1020     |
| Unterschied         |      | −9,09 % | +7,67 % | +29,77 % |

| Jahr                | 2023 | 2024    |
| ------------------- | ---- | ------- |
| Anzahl der Personen | 1012 | 1020    |
| Unterschied         |      | +0,79 % |

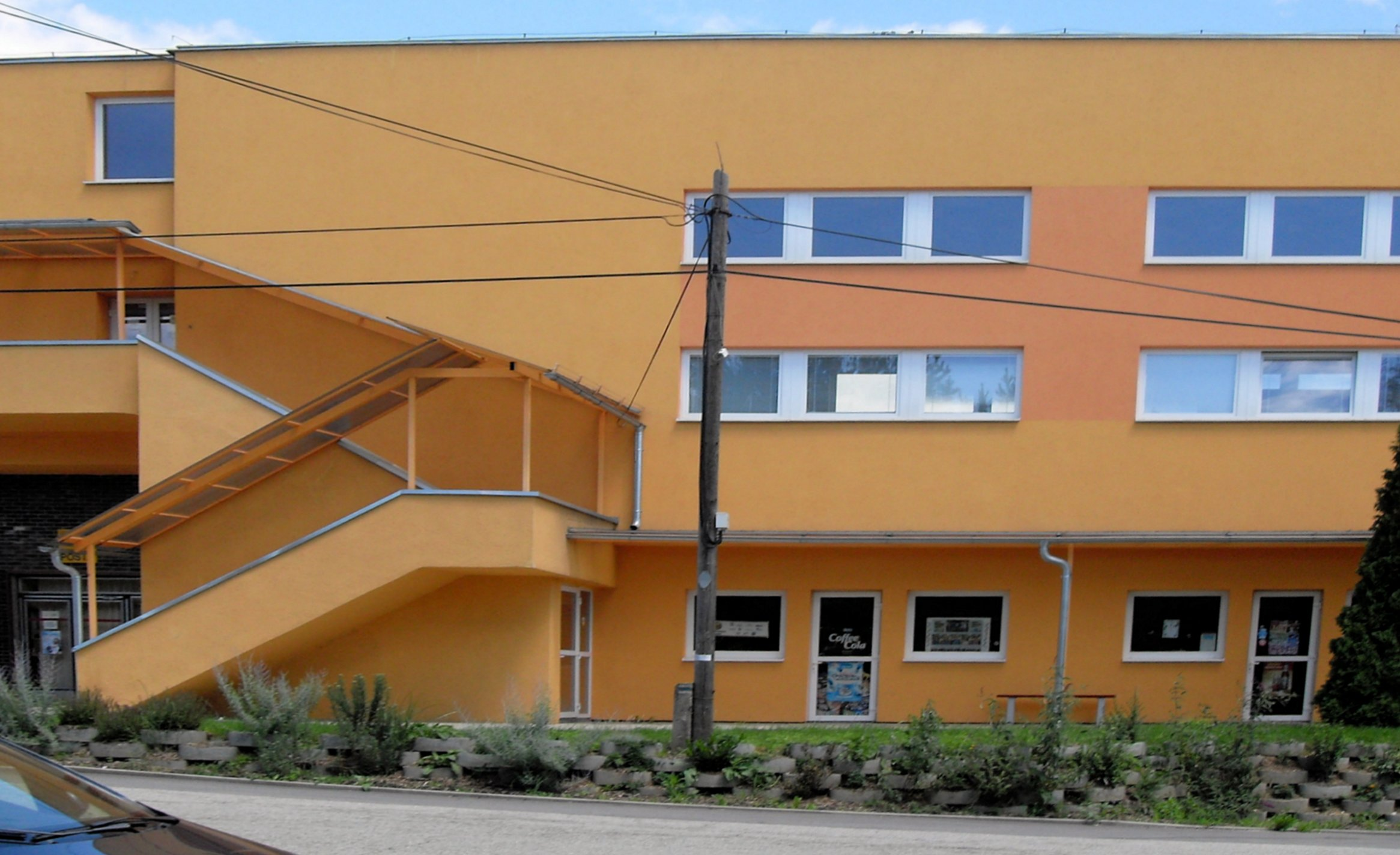
Rathaus Šemša

Nach den Ergebnissen der Volkszählung 2001 lebten in Šemša 716 Einwohner, davon über 98,5 % Slowaken. 64,2 % der Bewohner bekannten sich zur römisch-katholischen Kirche.

## Sehenswürdigkeiten
- Die römisch-katholische St. Andreas-Kirche (Rímskokatolícky kostol sv. Ondreja, apoštola) steht am Nordrand des Dorfes.
- Das Herrenhaus derer von Šemša mit der Schlosskapelle, der Friedhof und das Parkgelände sind seit den 1940er Jahren zwar dem langsamen Verfall preisgegeben, bilden aber auch heute noch ein imposantes Ensemble, das unter Denkmalschutz steht und über dessen Zukunft noch nicht entschieden wurde.

## Wirtschaft und Infrastruktur
Seit jeher spielt die Land- und Forstwirtschaft die wichtigste Rolle in Šemša. Neben einem sich entwickelnden Tourismus gibt es Arbeitsplätze für Pendler in der in und um Košice ansässigen Industrie.
Durch das Gemeindegebiet verläuft die Fernstraße 548 (Cesta II. triedy) von Košice nach Jasov (Landstraße 548).